# Amazon Locker
Amazon Locker è il nome di un servizio di ritiro automatico di prodotti offerto da Amazon. I clienti Amazon possono scegliere un qualunque Locker ("armadietto") come indirizzo di consegna e ritirare lì i propri prodotti usando un codice univoco tramite l'apposito lettore di codici a barre oppure inserendolo sul touch screen del Locker. Tuttavia alcuni rivenditori Amazon di terze parti non possono consegnare presso un Amazon Locker a causa dell'uso di corrieri esterni che richiedono la firma del destinatario. Ci sono cassetti di diverse misure ma alcuni pacchi sono troppo grandi, troppo pesanti o troppo costosi per utilizzare questo servizio.
Il sistema Amazon Locker mira a risolvere i problemi di prodotti rubati o di clienti non presenti al momento della consegna.
Il programma Amazon Locker è stato lanciato nel settembre 2011 a New York, Seattle e Londra. Dopo il debutto negli Stati Uniti, Amazon ha ampliato il servizio di Locker in: Canada, Francia, Spagna, Germania e Italia. Alla data di giugno 2018, i Locker erano disponibili in più di 2800 ubicazioni in oltre 70 città.
Amazon stipula accordi con i negozi per ospitare i propri Locker. I negozi ricevono un compenso da Amazon per tale servizio.

## Funzionamento
Una volta ordinato un pacco da Amazon, questo viene recapitato in uno dei Locker da uno dei corrieri convenzionati con Amazon. Il cliente riceve quindi un codice digitale di ritiro, via e-mail o messaggistica. Quando il codice univoco viene inserito nel touch screen del Locker, lo sportello assegnato si apre per permettere il ritiro del pacco. I clienti hanno tre giorni di tempo per ritirare i prodotti una volta ricevuto il proprio codice.
I clienti Amazon possono anche restituire i prodotti tramite i Locker. Se gli spazi sono tutti occupati quando si tenta di effettuare una restituzione, il cliente deve attendere un tempo opportuno fino a che uno spazio non si rende disponibile.

## Amazon Hub
Amazon Hub è un servizio di armadietti di consegna automatica per complessi di appartamenti negli Stati Uniti, che accetta consegne da tutti i corrieri.